# Nannodiella nana
Nannodiella nana é uma espécie de gastrópode do gênero Nannodiella, pertencente a família Clathurellidae.